# Întâia epistolă a lui Pavel către tesaloniceni

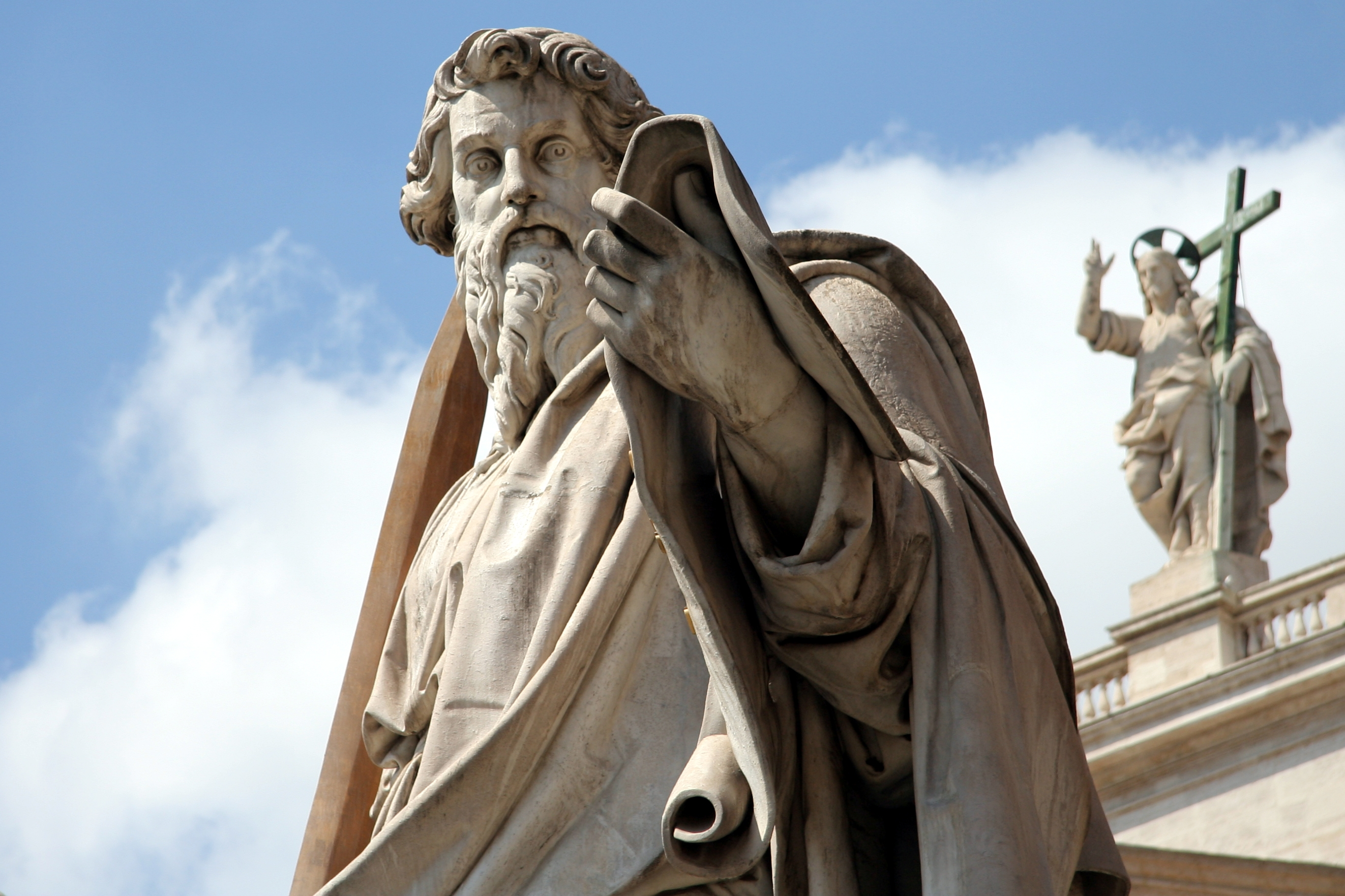
Statuia Sfântului Paul din fața Bazilicii St. Peters, din Vatican. Sculptor: Adamo Tadolini

Întâia epistolă a lui Pavel către tesaloniceni este a opta dintre epistolele pauline în canonul Noului Testament. Majoritatea covârșitoare a criticilor contemporani este în favoarea autenticității epistolei.
Conform celor mai multe cronologii, este cea mai veche carte a Noului Testament, fiind datată în jurul anului 50 d.Hr. Această epistolă este adresată de către Pavel Bisericii din Tesalonic.